# 건지어
건지어(Guernésiais) 또는 제르네지어(Dgèrnésiais)는 건지섬에서 사용되는 노르만어 계의 방언이다. 건지 노르만 프랑스어라고도 부른다. 언어의 구조와 대부분의 어휘는 오일어에서 기원하고 있으나 오랜 세월에 걸쳐 고대 노르드어와 영어로부터 많은 영향을 받았다. ISO 639-3에 따른 분류 코드는 저지어와 함께 nrf이다.
저지어나 노르만어와 대략적으로 상호 의사소통이 가능하며, 코탕탱 반도의 노르망어 방언과 가장 유사하다. 다만 저지어에 비해 표준 프랑스어의 영향을 덜 받았으며, 대신 여러 차용어가 존재하는 등 영어의 영향을 다소 받았다.

## 같이 보기
- 건지섬의 국가